# Колліньї-Мезері
Колліньї-Мезері (фр. Colligny-Maizery) — муніципалітет у Франції, у регіоні Гранд-Ест, департамент Мозель. Колліньї-Мезері утворено 1 червня 2016 року шляхом злиття муніципалітетів Колліньї i Мезері. Адміністративним центром муніципалітету є Колліньї. Населення — 564 особи (01.01.2021).